# Chapelle des Pénitents de Fleury
La chapelle des Pénitents est une chapelle située à Fleury, en France.

## Localisation
La chapelle est située sur la commune de Fleury, dans le département français de l'Aude.

## Historique
L'édifice est inscrit au titre des monuments historiques en 1982.